# Diogène (journal)
Diogène, Portraits  et Biographies Satiriques des Hommes du Dix-Neuvième siècle, est un hebdomadaire satirique fondé par Amédée Rolland (d) et Étienne Carjat et paru à Paris de août 1856 à avril 1857.

## Description et histoire
Le journal se présente sous la forme d'une double page paraissant le dimanche et vendu au prix de 25 centimes alors que les feuilles concurrentes l'étaient à 10 centimes, un avis au lecteur annonce que le prix de 25 centimes « prend en considération la beauté de notre édition, l'élégance de notre tirage, et le finit de notre gravure, luttant avantageusement avec les publications dites à bon marché. »
Les  premières et deuxièmes pages sont un texte biographique, la troisième page est consacrée à un portrait-charge dessiné par Carjat et reproduit en noir et blanc par lithographie ou gravure sur bois,  Carjat a aussi dessiné le frontispice du journal. Les textes étaient signés L'Homme aux Gros Souliers, pseudonyme de Victor Koning, Jules Lermina et Ernest d'Hervilly ou signés d'Amédée Rolland (rédacteur en chef), Jean du Boys et Charles Bataille.

Les contemporains apprécient les dessins de Carjat pour leur réalisme plutôt que pour leur éventuelle drôlerie: 

« Non seulement la tête de ses victimes est frappante de vérité, mais les moindres détails du costume sont observés religieusement. Carjat ne se contente pas d’une ressemblance banale et par à peu près ; non, votre pantalon, votre paletot, vos souliers mêmes, ont une physionomie qui leur est propre et qui, à elle seule, vous fait reconnaître entre mille »

Seuls 36 numéros seront publiés du 10 août 1857 au 26 avril 1857, puis le titre fut associé au Triboulet (1re époque) : le titre devient Le Triboulet-Diogène et son frontispice est dessiné par Nadar, avant d’être renommé Rabelais. Un autre titre de presse satirique apparaît, en 1867 avec comme titre également Diogène, rédacteur en chef Eugène Varner (d) et dessinateur Henri Meyer qui prend partiellement la suite des anciens Diogène.

## Liste des numéros
Toutes les caricatures des personnalités sont exécutées par Étienne Carjat, il arrive que Carjat réutilise ces dessins dans des journaux ultérieurs (notamment Le Boulevard) ou les vende en édition cartonnée à l'unité.
1. - 10 août 1856       : Pierre Jean de Béranger
2. - 17 août 1856       : Alexandre Dumas
3. - 24 août 1856       : Honoré de Balzac
4. - 31 août 1856       : Hippolyte de Villemessant
5. -  7 septembre 1856  : Louis Veuillot
6. - 14 septembre 1856  : Adolphe Thiers
7. - 21 septembre 1856  : Paul Grassot (?)
8. - 28 septembre 1856  : Jean-François Millet
9. -  5 octobre 1856    : Émile  de Girardin
10. - 12 octobre 1856    : Paul de Kock
11. - 19 octobre 1856    : Rachel
12. - 26 octobre 1856    : Horace Vernet
13. -  2 novembre 1856   : P. J. Proudhon
14. -  9 novembre 1856   : Général d’Orgoni (d)
15. - 16 novembre 1856   : Théodore Barrière
16. - 25 novembre 1856   : Crémieux
17. - 30 novembre 1856   : Nadar
18. -  7 décembre 1856   : Henry Murger
19. - 14 décembre 1856   : Alexandre Dumas fils
20. - 21 décembre 1856   : Gioachino Rossini
21. - 28 décembre 1856   : George Sand
22. -  4 janvier 1857    : René Ponsard (?)
23. - 11 janvier 1857    : Théophile Gautier
24. - 18 janvier 1857    : Pierre Dupont
25. - 25 janvier 1857    : Antoine-Augustin Préault
26. -  1er février 1857   : Hector Berlioz
27. -  8 février 1857   : Auguste Villemot
28. - 15 février 1857   : Giuseppe Verdi
29. - 22 février 1857   : Charles Monselet
30. -  1er mars 1857   : Charles Gounod
31. -  8 mars 1857      : Victor Séjour
32. -  22 mars 1857     : Louis Gueymard
33. -  29 mars 1857     : Joseph-Isidore Samson
34. -   5 avril 1857    : Louis Bouilhet
35. - 19 avril 1857     : Félicien David
36. - 26 avril 1857     : Ferdinand Dugué

.

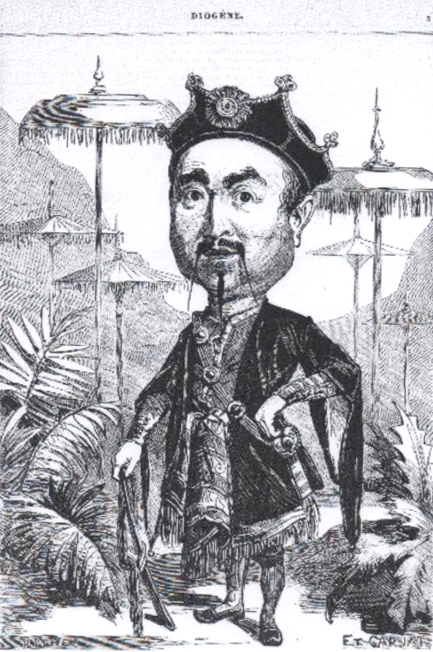
Le Général d'Orgoni, n°14
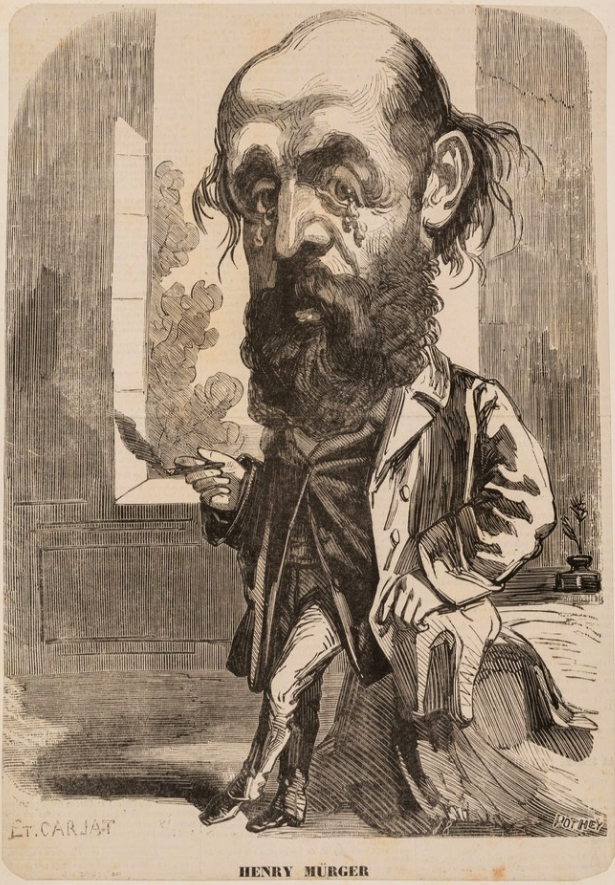
Henry Murger, n°18
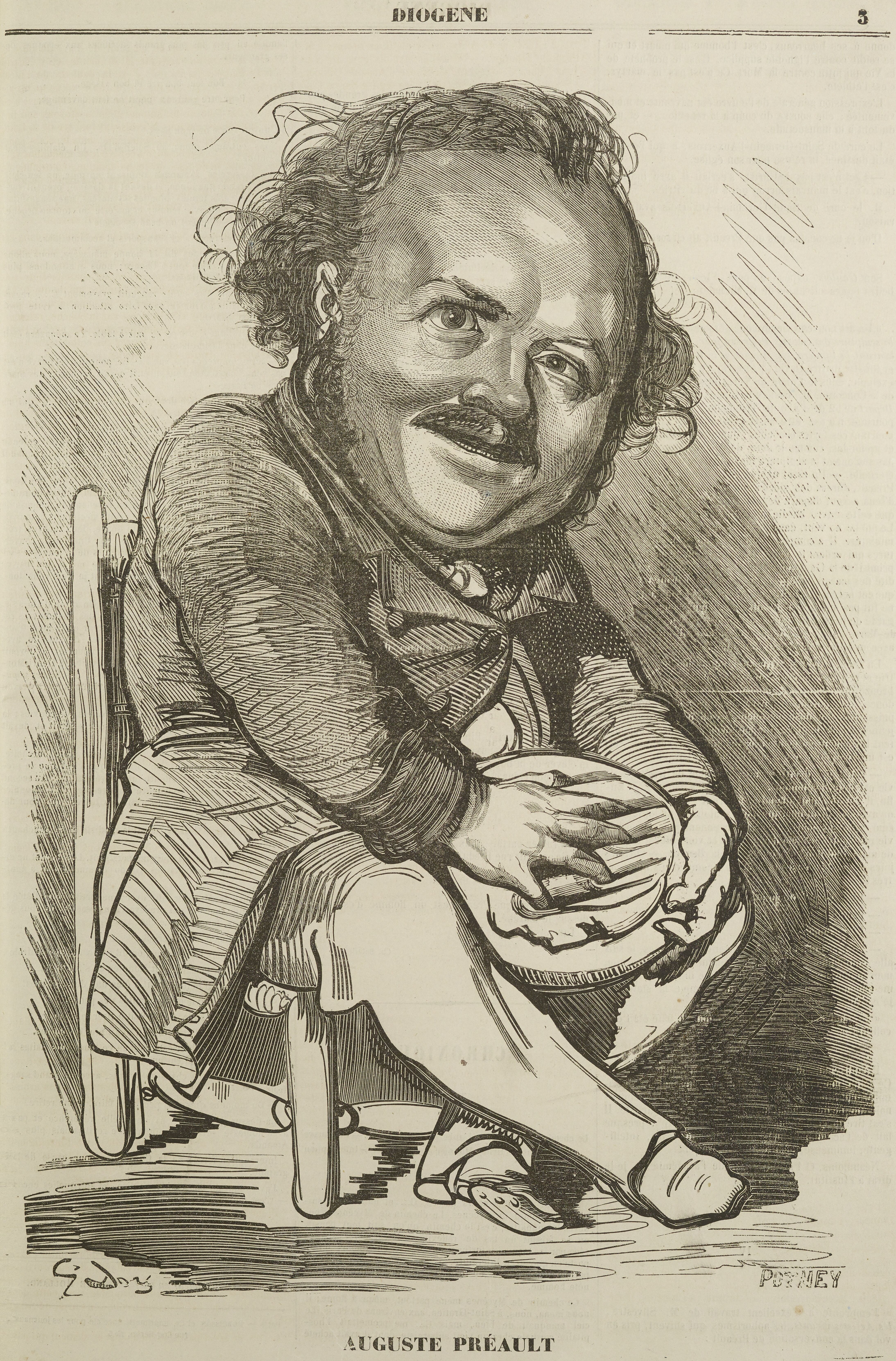
Auguste Préault par Gustave Doré, n°25
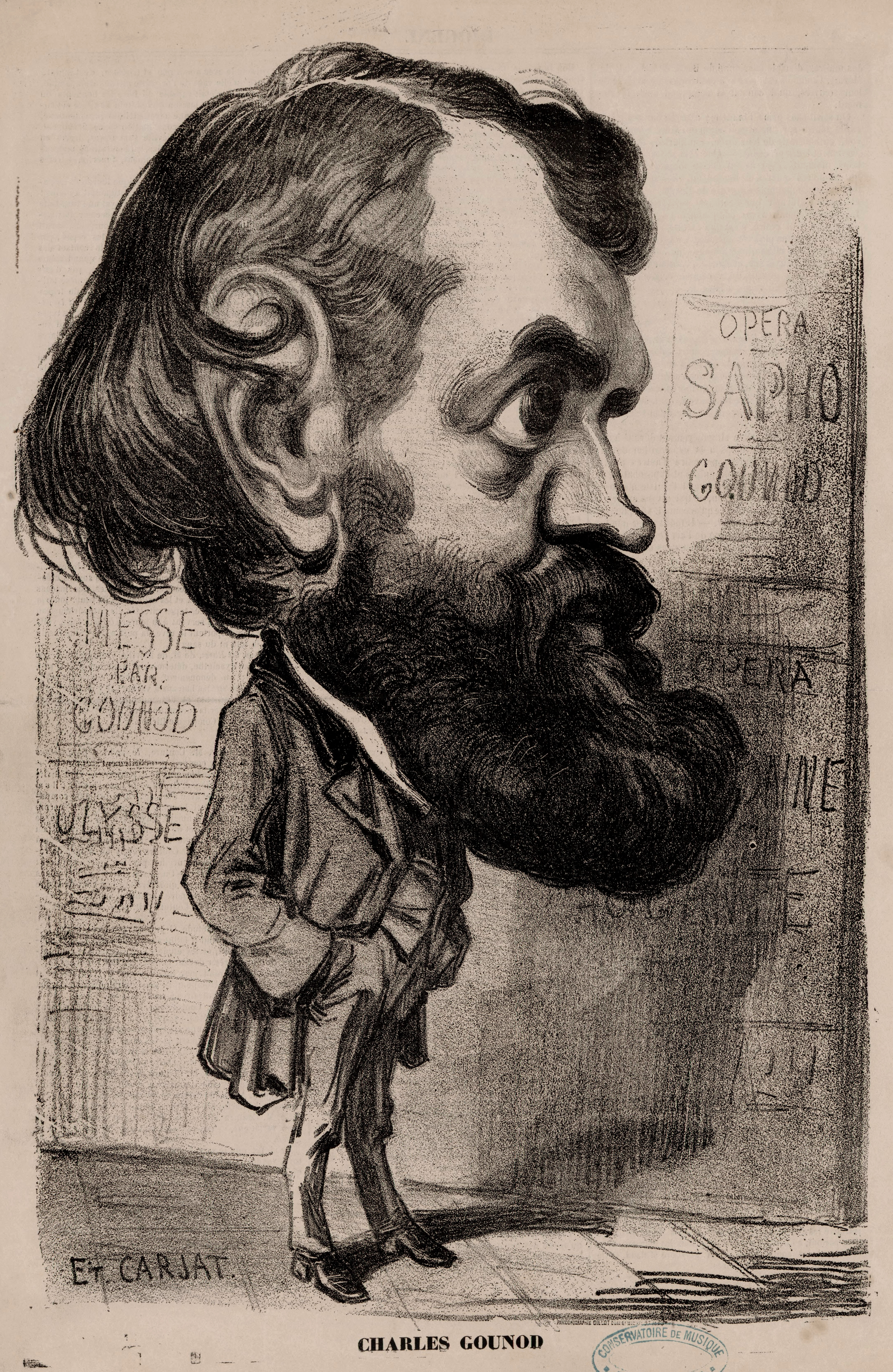
Charles Gounod, n°30
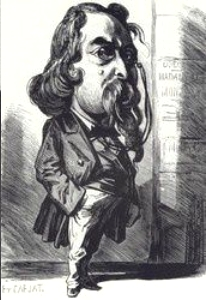
Louis Bouilhet, n°34